# 杨建平 (综合格斗运动员)
杨建平（1988年11月27日—），湖南汉寿人，中国综合格斗运动员，绰号“中华虎”。

## 生平
杨建平出生于湖南汉寿县株木山乡，毕业于西安体育学院。他早年曾练习摔跤与拳击，2002年获湖南省拳击锦标赛54公斤级冠军。次年进入陕西省散打队，几个月后便获陕西省省运会男子散打60公斤级冠军。2005年8月卫冕了该级别的冠军。
2006年杨建平开始了自己的综合格斗生涯，开始参加英雄榜比赛。2009年他在UMAC终极勇士中击败姜周文，获得了个人首条综合格斗金腰带。此后，他在各项比赛中连续获得出色战绩。
2014年，他进入了终极格斗锦标赛（UFC）在澳门举办的终极斗士之中华力量羽量级总决赛，对手为宁广友。但在决赛前夕他因训练过度而受伤，从而缺席了总决赛。尽管如此，他仍拿到了与UFC签约的机会。不过最后他放弃了这一机会，选择与中国本土的博击赛事昆仑决签约。